# Sunwu (socken i Kina)
Sunwu (kinesiska: 孙武街道, 孙武) är en socken i Kina. Den ligger i provinsen Shandong, i den östra delen av landet, omkring 100 kilometer nordost om provinshuvudstaden Jinan. Antalet invånare är 91 984. Befolkningen består av 47 031 kvinnor och 44 953 män. Barn under 15 år utgör 15,0 %, vuxna 15-64 år 75 %, och äldre över 65 år 9,0 %.
Genomsnittlig årsnederbörd är 743 millimeter. Den regnigaste månaden är juli, med i genomsnitt 291 mm nederbörd, och den torraste är mars, med 6 mm nederbörd.